# 強烈熱帶風暴珊瑚 (2005年)
強烈熱帶風暴珊瑚（英語：Severe Tropical Storm Sanvu，國際編號：0510，聯合颱風警報中心：10W，菲律賓大氣地球物理和天文管理局：Huaning）為2005年太平洋颱風季第十個被命名的風暴。「珊瑚」一名由澳門提供，是一種堅硬物質，常用於珠寶首飾中。珊瑚令香港天文台於2005年發出首個熱帶氣旋警告信號，為歷來最遲發出的熱帶氣旋警告信號。

## 路徑
珊瑚在於8月10日在馬尼拉以東約990公里發展成為一個熱帶低氣壓，初時向西北偏西移動。翌日珊瑚增強為一熱帶風暴，並掠過卡加延省聖安娜及橫越呂宋海峽和巴士海峽。8月12日珊瑚進入南海，珊瑚於當日下午轉向西北方向移動，當晚增強為一強烈熱帶風暴。翌日中午珊瑚在廣東省汕頭市澄海區鳳翔街道登陸，當日傍晚進一步減弱為熱帶風暴，並於8月14日清晨減弱為熱帶低氣壓，當日早上減弱為低壓區。

## 影響

### 臺灣
隨着珊瑚進一步逼近臺灣，中央氣象局於8月11日下午四時發出海上颱風警報，並於8月13日凌晨2時30分發出陸上颱風警報，當時珊瑚進入臺灣海峽，其後珊瑚遠離臺灣，中央氣象局於當日下午5時30分解除陸上颱風警報，並於當晚8時30分解除海上颱風警報。
在颱風珊瑚影響下，臺灣東部的交通在8月12日全面停頓。

### 香港
當地發出最高熱帶氣旋警告信號： 一號戒備信號

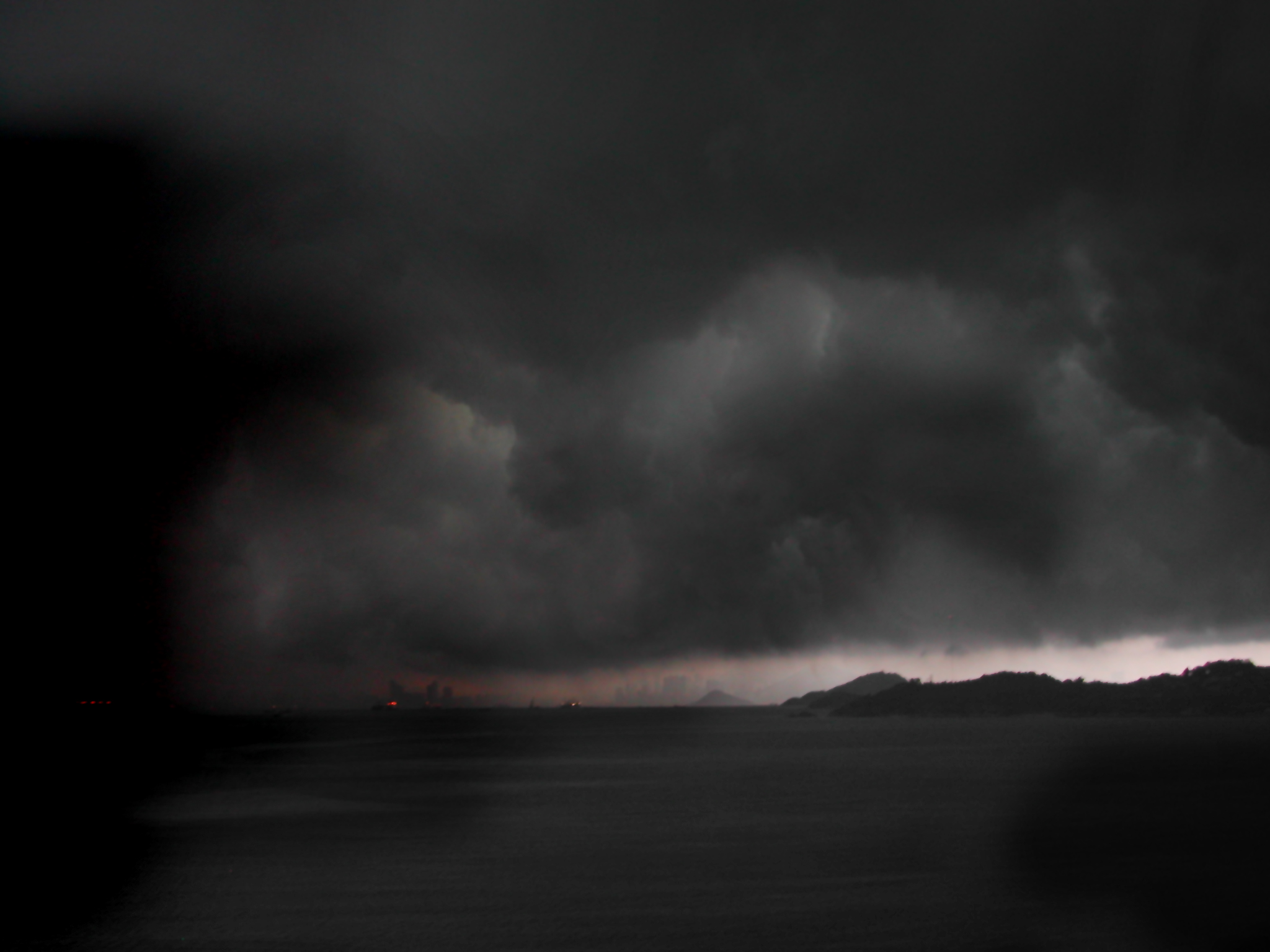
強烈熱帶風暴珊瑚吹襲香港時的情況

強烈熱帶風暴珊瑚帶來香港歷來最晚的首次熱帶氣旋警告信號。
香港天文台在8月12日上午10時40分發出一號戒備信號，當時珊瑚位於香港東南偏東約770公里。8月13日下午1時，珊瑚最接近香港，當時它位於香港東北偏東約300公里。香港天文台總部於同日下午3時錄得每小時最低海平面氣壓為997百帕斯卡。隨著珊瑚逐漸遠離香港，所有熱帶氣旋警告信號於當天下午6時45分取消。
受到珊瑚的雨帶影響，香港天文台總部於8月13日錄得超過80毫米雨量，天文台於8月13日至8月14日兩度發出黃色暴雨警告信號。

### 澳門
當地懸掛最高熱帶氣旋警告信號：  一號風球
強烈熱帶風暴珊瑚導致澳門地球物理暨氣象局懸掛2005年第二個一號風球。
澳門地球物理暨氣象局於8月12日中午12時30分懸掛一號風球，當時珊瑚位於澳門東南約760公里，若珊瑚的移動途徑沒有太大變化，則8月13日凌晨或早上有機會改掛三號風球，至於會否再掛八號風球，目前言之尚早。8月13日中午，珊瑚最接近澳門，當時位於澳門以東約380公里。隨着珊瑚在汕頭附近登陸及減弱，氣象局於8月13日下午6時30分除下所有信號。

#### 雨量
| 站名稱       | 懸掛颱風信號期間之總雨量(毫米) |
| ------------ | ------------------------------ |
| 大潭山       | 39.4                           |
| 友誼大穚(南) |                                |
| 九澳         | 35.4                           |
| 污水處理廠   | 27.6                           |
| 西灣大橋     |                                |

## 熱帶氣旋信號使用記錄

### 台灣
| 交通部中央氣象局 颱風警報 | 交通部中央氣象局 颱風警報 | 交通部中央氣象局 颱風警報 |
| ------------------------- | ------------------------- | ------------------------- |
| 上一熱帶氣旋              | 海上颱風警報              | 下一熱帶氣旋              |
| 中度颱風馬莎              | 海上颱風警報              | 強烈颱風泰利              |
| 中度颱風馬莎              | 陸上颱風警報              | 強烈颱風泰利              |

### 香港
| 香港天文台 熱帶氣旋警告信號 | 香港天文台 熱帶氣旋警告信號 | 香港天文台 熱帶氣旋警告信號 |
| --------------------------- | --------------------------- | --------------------------- |
| 上一熱帶氣旋                | 一號戒備信號                | 下一熱帶氣旋                |
| 颱風艾利                    | 一號戒備信號                | 熱帶風暴韋森特              |

### 澳門
| 地球物理暨氣象局 熱帶氣旋信號 | 地球物理暨氣象局 熱帶氣旋信號 | 地球物理暨氣象局 熱帶氣旋信號 |
| ----------------------------- | ----------------------------- | ----------------------------- |
| 上一熱帶氣旋                  | 一號風球                      | 下一熱帶氣旋                  |
| 熱帶風暴天鷹                  | 一號風球                      | 熱帶風暴韋森特                |

## 外部連結
- （日語）http://www.jma.go.jp/ （页面存档备份，存于） 日本氣象廳首頁
- （英文）http://www.usno.navy.mil/JTWC/ （页面存档备份，存于） 聯合颱風警報中心首頁
- （简体中文）https://web.archive.org/web/20120928121548/http://www.nmc.gov.cn/ 中央氣象台首頁
- （繁體中文）http://www.cwb.gov.tw/ （页面存档备份，存于） 中央氣象局首頁
- （繁體中文）http://www.hko.gov.hk/ （页面存档备份，存于） 香港天文台首頁
- （繁體中文）http://www.smg.gov.mo/ （页面存档备份，存于） 澳門地球物理暨氣象局首頁